# Lombardo
Lombardo ist ein italienischer Familienname.

## Herkunft und Bedeutung
Lombardo war ursprünglich ein Herkunftsname für Personen, die aus der Lombardei stammen.

## Varianten
- Lombardi

## Namensträger
- Adesio Lombardo (* 1925), uruguayischer Basketballspieler
- Antonino Lombardo (1912–1985), italienischer Archivar
- Antonio Lombardo (Bildhauer) (um 1458–1516), venezianischer Bildhauer
- Antonio Lombardo (Bischof) († 1597), italienischer Bischof
- Antonio Lombardo (Mobster) (1892–1928), US-amerikanischer Mafioso des Chicago Outfit, Präsident der Unione Siciliana
- Atilio Lombardo (1902–1984), uruguayischer Botaniker
- Attilio Lombardo (* 1966), italienischer Fußballspieler und -trainer
- Beatrice Lombardo (* 1996), italienische Tennisspielerin
- Carlo Lombardo (1869–1959), italienischer Operettenkomponist und -librettist
- Carmen Lombardo (1903–1971), kanadischer Songwriter, Sänger und Saxophonist der leichten Unterhaltungsmusik
- Coleby Lombardo (* 1978), US-amerikanischer Schauspieler
- Cristoforo Lombardo († 1555), italienischer Architekt und Bildhauer der Renaissance
- Dave Lombardo (* 1965), US-amerikanischer Schlagzeuger
- Francisco Lombardo (1925–2012), argentinischer Fußballspieler
- Giovanni Lombardo Radice (1954–2023), italienischer Filmschauspieler und Drehbuchautor
- Girolamo Lombardo (1506–1590), italienischer Bildhauer und Bronzegießer
- Goffredo Lombardo (1920–2005), italienischer Filmproduzent
- Guy Lombardo (Gaetano Alberto Lombardo; 1902–1977), kanadisch-amerikanischer Big-Band-Leader und Violinist
- Jennifer Lombardo (* 1991), italienische Gewichtheberin
- Johanna Lombardo (* 1993), französische Handballspielerin
- Joseph Lombardo (Boston) († 1969), US-amerikanischer Mobster in Boston
- Joseph Lombardo (Mafioso) (1929–2019), italo-amerikanischer Mobster
- Joseph Michael Lombardo (* 1962), US-amerikanischer Politiker
- Laurentius Lombardo (um 1520/1530–nach 1579), römisch-katholischer Geistlicher, Abt der Benediktinerabtei St. Blasius zu Admont
- Lou Lombardo (1932–2002), US-amerikanischer Filmeditor
- Ludovico Lombardo († 1575), italienischer Bronzegießer
- Manuel Lombardo (* 1998), italienischer Judoka
- Marco Lombardo (* 1977), deutscher Moderator
- Mauro Ezequiel Lombardo Quiroga (Duki, * 1996), argentinischer Rapper
- María Lombardo de Caso (1905–1964), mexikanische Schriftstellerin
- Mario Lombardo (* 1972), deutscher Gestalter und Grafikdesigner
- Michelle Lombardo (* 1983), US-amerikanische Schauspielerin
- Paolo Lombardo (* 1941), italienischer Filmschaffender
- Patrizia Lombardo (Literaturwissenschaftlerin) (1950–2019), französische Literaturwissenschaftlerin
- Patrizia Lombardo (Leichtathletin) (* 1958), italienische Leichtathletin
- Philip Lombardo (1911–1987), US-amerikanischer Mobster der Genovese Familie
- Pietro Lombardo (~1435–1515), italienischer Bildhauer und Baumeister
- Raffaele Lombardo (* 1950), italienischer Politiker
- Renato Lombardo (* 1965), italienischer Ringer
- Robert Lombardo (* 1957), US-amerikanischer römisch-katholischer Ordensgeistlicher und Weihbischof in Chicago
- Rosalia Lombardo (1918–1920), mumifiziertes italienisches Mädchen
- Rossana Lombardo (* 1962), italienische Leichtathletin
- Tommaso Lombardo, italienischer Bildhauer der Renaissance
- Tony Lombardo, US-amerikanischer Filmeditor
- Tullio Lombardo (~1455–1532), italienischer Bildhauer
- Vicente Lombardo Toledano (1894–1968), mexikanischer Politiker und Hochschullehrer
- Vincenzo Lombardo (1932–2007), italienischer Leichtathlet